# Västerbottensost

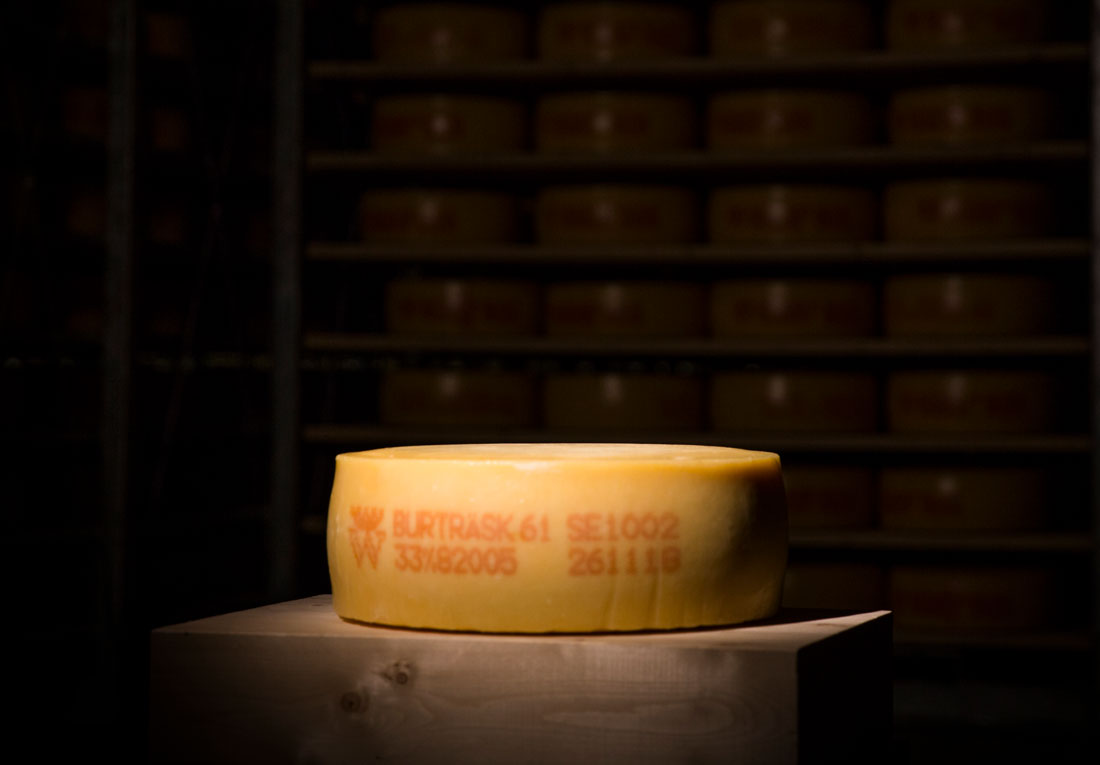
Västerbottensost

Västerbottensost eller Burträskost, som den kallades förr, är en grynpipig hårdost med stark aromatisk smak, som lagrats i minst 14 månader. Osten får bara tillverkas av norrländsk komjölk, vid mejeriet (Norrmejerier) i Burträsk, enligt originalreceptet från 1872. Receptet tillskrivs mejerskan Ulrika Eleonora Lindström, som uppfann den speciella metoden med upprepade uppvärmningar under omrörning. Receptet har sedan förts vidare mellan generationer av ostmästare.

## Tillverkning
Vid ystningen rörs blandningen kontinuerligt och värms upp flera gånger, vilket är speciellt för Västerbottensost. Efter ystningen vidtar en dygnslång process då osten ligger i press och vänds flera gånger för att få ut vasslen. Osten märks med datum, fetthalt samt vilken av årets ystningar osten kommer ifrån.
Efter tre dagar i saltlake körs osten till ett lager i Ånäset mellan Umeå och Skellefteå där osten får vila i 18 dagar för att torka till den första vaxningen. Under dessa 18 dagar vänds osten varje dag. Efter vaxningen flyttas osten till ett mognadslager. Ostarna är färdiga när de blivit godkända utifrån smak, doft, konsistens, textur och utseende. Det är endast ostar som uppfyller dessa krav som får kallas Västerbottensost.

### Recept och ostmästare
Västerbottensost har tillverkats efter samma hemliga recept sedan 1872. En av få människor som idag känner till det fullständiga receptet är ostmästare Thomas Rudin som ansvarat för tillverkningen sedan 2001.

## Historia
Det var mejerskan Ulrika Eleonora Lindström som 1872 skapade receptet till Västerbottensost. Lindström föddes 1835 i Lappvattnet utanför Burträsk. Hon föddes in i en fattig familj med många syskon, varför hon adopterades av ett barnlöst par, Magdalena Charlotta Markström och Zachris Larsson, som bodde i Skarviken. När hennes adoptivfar dog fick Ulrika Eleonora ärva 500 riksdaler, vilket var en ansenlig summa på den tiden. Hon arbetade då som piga och tog beslutet att utbilda sig för pengarna. Hon reste till Degeberg i Västergötland, där det fanns en mejeriskola. Efter ett års utbildning var hon en färdig mejerska. År 1869 reste hon tillbaka till Burträsk och fick arbete på Gammelbyns Mejeri. De första tre åren arbetade Lindström på mejeriet som piga, men sedan fick hon ta över det stora ansvaret som mejerska. Hon dog i lunginflammation den 15 februari 1892.
Enligt legenden kom receptet till av en slump när Ulrika Eleonora Lindström arbetade ensam i mejeriet. Hon var tvungen att avbryta arbetet med Västgötaosten för andra sysslor; vissa rykten gör gällande att dessa sysslor skulle haft med kärlek att göra. Enligt myten var det distraktionen av en uppvaktande mjölkdräng som gjorde att hon missade att passa ystkaret ordentligt. Detta medförde att ostmassan svalnade och värmdes i flera omgångar och resultatet blev inte som det var tänkt. Trots misstaget blev osten välsmakande och gjorde snabbt succé runt om i landet.
Den verkliga ursprungshistorien bakom ostens tillverkning kan med största sannolikhet aldrig säkerställas helt, men det är en alldeles för komplicerad tillverkningsprocess för att kunna ha något med slumpen eller misstag att göra. Under perioder har ostsorten även tillverkats på andra mejerier i Västerbotten, men dagens tillverkare av Västerbottensost avfärdar dessa försök som misslyckade och menar att osten med rätt egenskaper endast kan tillverkas i Burträsk.
I början av 1900-talet tillverkades Västerbottensost på många mejerier och med kraftigt skiftande kvalitet. För att kunna garantera kvaliteten på osten ansökte Johan Bexelius 1910 om att registrera varumärket Wästerbottens fetost, så kallad Burträskost, och sedan dess har W:t med kronan över prytt Västerbottensost och kvaliteten varit densamma.

### Senare historia
Genom sin produkt Västerbottensost har Norrmejerier varit kunglig hovleverantör sedan 1990, och osten har serverats vid ett flertal middagar och fester vid hovet, till exempel vid prinsessan Madeleines bröllop med Chris O'Neill, den 8 juni 2013.
Sedan 2014 finns Västerbottensost med på Jordbruksverkets lista över svenska livsmedel och jordbruksprodukter som kan bli aktuella för kommande ansökningar om skyddad ursprungs- eller geografisk beteckning enligt EU:s regelverk. Sedan 2022 är Västerbottensost den enda svenska ost som får kallas nationalost. Nationalosten och Västerbottensost är registrerade varumärken som ägs av Norrmejerier.

## Användning och i kulturen
Västerbottensost äts året runt i Sverige men är kanske främst förknippad med svenska högtider som midsommar, kräftpremiär, jul, nyår och påsk - och som del av SOS på traditionella restauranger. Sedan 1990-talet serveras den ofta i form av Västerbottenpaj särskilt till kräftskiva, men även till andra högtider.
Numera är Västerbottensost ett av Sveriges mest populära varumärken.

### I litteraturen
| ”                               | Osten visar hur kreaturens suckar inte varit förgäves! | „ |
| – Ur Lifsens rot av Sara Lidman |                                                        |   |

| ”                                                                          | Kära Fru Lundström lägg brännvin på is och rusta en sexa, en sexa för sju med kräftor och ål samt med nya rädisor; Burträskosten ej glöm och det möraste Bergmans spisbröd. | „ |
| – Ur Ordalek och småkonst, Trefaldighetsnatten (1902) av August Strindberg | |   |

| ”                                 | Varje da’ åt ja’ Västerbottenost, i skogsgläntan. | „ |
| – Ur Tistelost av Torgny Lindgren |                                                   |   |